# كاتو هامر أندرسن
كاتو هامر أندرسن (بالنرويجية البوكمول: Cato Hamre Andersen)‏ هو لاعب هوكي الجليد نرويجي، ولد في 1959 في أوسلو في النرويج.

## وصلات خارجية
- كاتو هامر أندرسن على موقع أوليمبيديا (الإنجليزية)